# Ionska vez
Iónska véz ali héteropolarna véz je kemijska vez med različnima kemijskima elementoma, od katerih je eden kovina, npr. alkalijska kovina, drugi pa nekovina, npr. halogenid. Atom kovine odda enega ali več elektronov na zunanji elektronski orbitali in s tem postane kation (pozitivno nabit), atom nekovine pa elektrone sprejme in s tem postane anion( negativno nabit). Med nastalima ionoma deluje Coulombova elektrostatična privlačna sila, ki ju poveže skupaj. Snovi, povezane s takimi vezmi tvorijo ionske kristale.  Ionske vezi so močnejše od vodikove vezi in primerljive s kovalentnimi vezmi. Zato se vodik veže z ioni dvakrat hitreje kot se z neionskimi vezmi. 

## Pregled
Atomi, ki imajo skoraj polno ali skoraj prazno valenčno lupino, so zelo reaktivni. Atomi, ki so zelo elektronegativni (recimo halogeni) imajo pogosto le eno ali dve prazni orbitali v valenčni lupini in so pogosto povezani z vezjo z ostalimi molekulami. Želijo si dobiti elektrone, da bi oblikovali anione. Atomi, ki so šibko elektronegativni (kot so alkalijske kovine) imajo relativno malo valenčnih elektronov, ki se enostavno delijo med atome, ki so močno elektronegativni. Kot rezultat želijo šibko elektronegativni atomi spremeniti svoj elektronski oblak in oblikovati katione.

Nastanek ionov in ionske vezi lahko prikažemo tudi tako, da označimo samo zunanje elektrone.